# Matt Moussilou
Matt Devlin Moussilou Massamba (Párizs, 1982. június 1. –) francia-kongói labdarúgó, a tunéziai Club Africain csatára.

## Pályafutása

### A válogatottban
A francia U21-es válogatottban 4 találkozón lépett pályára, de 2009 -től a kongói válogatottban játszott.

## Sikerei, díjai
Lille
- Intertotó-kupa: 2004